# Forcipata
Forcipata — рід цикадок із ряду клопів.

## Опис
Цикадки довжиною близько 4 мм. Стрункі, жовті або сіруваті. На осоках і злаках. Надкрила довгі і вузькі. У СРСР відомі 4 види, у Палеарктиці — 6.

## Систематика
У складі роду:
- Forcipata citrinella (Zetterstedt, 1828)
- Forcipata euxina Gnezdilov, 2000
- Forcipata flava Vidano, 1965
- Forcipata forcipata (Flor, 1861)
- Forcipata major (Wagner, 1947)
- Forcipata obtusa Vidano, 1965